# Manuel Castro
Luis Manuel Castro Cáceres (Durazno, 27 settembre 1995) è un calciatore uruguaiano, centrocampista del Juárez.

## Caratteristiche tecniche
È un esterno destro.

## Carriera
Cresciuto nel settore giovanile del Montevideo Wanderers, ha esordito il 6 dicembre 2014 in occasione del match di campionato perso 1-0 contro il Sud América.